# Permanente Voorspoed Republiek Suriname
Permanente Voorspoed Republiek Suriname (PVRS) is een politieke partij in Suriname.
De PVRS werd op 14 juni 2008 opgericht door Chas Mijnals, Grace Boldewijn en Alan Ambrose. De partij propageerde de Surinaamse Droom en wilde een punt van permanente voorspoed bereiken in 2025, met het vieren van 50 jaar Surinaamse onafhankelijkheid. Mijnals beschuldigde Desi Bouterse in december 2008 van plagiaat, omdat die met de NDP had aangekondigd om Surinamers in Nederland te willen laten bijdragen in de ontwikkeling van Suriname. Volgens Mijnals zou Bouterse dit idee hebben gestolen van zijn partij. De PVRS behaalde 261 stemmen (0,11%) tijdens de verkiezingen van 2010.